# Campeonato Sul-Americano de Atletismo Sub-23 de 2018 - Resultados
Esses foram os resultados do Campeonato Sul-Americano de Atletismo Sub-23 de 2018, que ocorreram de 29 a 30 de setembro de 2018, na Pista de Atletismo Jefferson Pérez, em Cuenca, no Equador. Contou com a presença de 233 atletas de 11 nacionalidades distribuídos em 44 provas. 

## Resultado masculino

### 100 metros
| Posição | Bateria | Atleta             | Nacionalidade | Tempo | Notas  |
| ------- | ------- | ------------------ | ------------- | ----- | ------ |
| 1       | 2       | Derick Silva       | Brasil        | 10.20 | Q,     |
| 2       | 1       | Otilio Rosa        | Argentina     | 10.54 | Q      |
| 3       | 1       | Ignacio Nordetti   | Chile         | 10.56 | Q      |
| 4       | 2       | Luis Arizala       | Colômbia      | 10.69 | Q      |
| 5       | 1       | David Vivas        | Venezuela     | 10.71 | Q      |
| 6       | 1       | Pablo Zuliani      | Argentina     | 10.78 | q      |
| 7       | 2       | Fabrizio Mautino   | Peru          | 10.79 | Q      |
| 8       | 1       | Steeven Salas      | Equador       | 10.92 | q      |
| 9       | 2       | Anderson Marquinez | Equador       | 11.06 |        |
| 10      | 2       | Tito Hinojosa      | Bolívia       | 11.09 |        |
| 11      | 1       | Jhonny Rentería    | Colômbia      | DSQ   | R162.7 |
| 11      | 2       | Caesar Compton     | Guiana        | DNF   |        |

| Posição           | Raia | Atleta           | Nacionalidade | Tempo | Notas                 |
| ----------------- | ---- | ---------------- | ------------- | ----- | --------------------- |
| Medalha de ouro   | 4    | Derick Silva     | Brasil        | 10.17 | Recorde do campeonato |
| Medalha de prata  | 5    | Otilio Rosa      | Argentina     | 10.50 |                       |
| Medalha de bronze | 3    | Ignacio Nordetti | Chile         | 10.60 |                       |
| 4                 | 7    | David Vivas      | Venezuela     | 10.68 |                       |
| 5                 | 6    | Luis Arizala     | Colômbia      | 10.76 |                       |
| 6                 | 8    | Pablo Zuliani    | Argentina     | 10.77 |                       |
| 7                 | 2    | Steeven Salas    | Equador       | 10.84 |                       |
| 8                 | 1    | Fabrizio Mautino | Peru          | 10.87 |                       |

### 200 metros
| Posição | Bateria | Atleta             | Nacionalidade | Tempo | Notas |
| ------- | ------- | ------------------ | ------------- | ----- | ----- |
| 1       | 2       | Derick Silva       | Brasil        | 20.68 | Q     |
| 2       | 1       | Otilio Rosa        | Argentina     | 21.10 | Q     |
| 3       | 2       | Enzo Faulbaum      | Chile         | 21.17 | Q     |
| 4       | 2       | Carlos Perlaza     | Equador       | 21.43 | Q     |
| 5       | 1       | Nilo Dure          | Paraguai      | 21.67 | Q     |
| 6       | 2       | Valentin Della     | Argentina     | 21.79 | q     |
| 7       | 1       | David Vivas        | Venezuela     | 21.80 | Q     |
| 8       | 2       | Luis Iriarte       | Peru          | 21.82 | q     |
| 9       | 2       | Nicolas Salinas    | Peru          | 21.86 |       |
| 10      | 2       | Anderson Marquinez | Equador       | 22.32 |       |
| 11      | 2       | Tito Hinojosa      | Bolívia       | 22.53 |       |
| 12      | 1       | Andrés Steuer      | Chile         | DNF   |       |
| 12      | 1       | Caesar Compton     | Guiana        | DNS   |       |

| Posição           | Raia | Atleta         | Nacionalidade | Tempo | Notas |
| ----------------- | ---- | -------------- | ------------- | ----- | ----- |
| Medalha de ouro   | 5    | Otilio Rosa    | Argentina     | 21.06 |       |
| Medalha de prata  | 6    | Carlos Perlaza | Equador       | 21.13 |       |
| Medalha de bronze | 3    | Enzo Faulbaum  | Chile         | 21.20 |       |
| 4                 | 2    | Luis Iriarte   | Peru          | 21.87 |       |
| 5                 | 7    | Valentin Della | Argentina     | 22.18 |       |
| 6                 | 1    | David Vivas    | Venezuela     | DNS   |       |
| 6                 | 4    | Derick Silva   | Brasil        | DNS   |       |
| 6                 | 8    | Nilo Dure      | Paraguai      | DNS   |       |

### 400 metros
29 de setembro
| Posição           | Raia | Atleta                  | Nacionalidade | Tempo | Notas                 |
| ----------------- | ---- | ----------------------- | ------------- | ----- | --------------------- |
| Medalha de ouro   | 5    | Anthony Zambrano        | Colômbia      | 45.19 | Recorde do campeonato |
| Medalha de prata  | 6    | Alison Santos           | Brasil        | 45.97 |                       |
| Medalha de bronze | 3    | Bruno Benedito Da Silva | Brasil        | 46.23 |                       |
| 4                 | 7    | Elian Larregina         | Argentina     | 46.54 |                       |
| 5                 | 4    | Kelvis Padrino          | Venezuela     | 46.96 |                       |
| 6                 | 8    | David Cetre             | Equador       | 47.13 |                       |
| 7                 | 2    | Carlos Perlaza          | Equador       | 47.64 |                       |

### 800 metros
30 de setembro
| Posição           | Atleta              | Nacionalidade | Tempo   | Notas |
| ----------------- | ------------------- | ------------- | ------- | ----- |
| Medalha de ouro   | Matheus Pessoa      | Brasil        | 1:49.67 |       |
| Medalha de prata  | Marco Antonio Vilca | Peru          | 1:50.52 |       |
| Medalha de bronze | Rafael Muñoz        | Chile         | 1:51.10 |       |
| 4                 | Jean Jácome         | Equador       | 1:53.30 |       |
| 5                 | Josué Fernández     | Colômbia      | 1:53.39 |       |
| 6                 | Carlos Arellano     | Equador       | 1:54.14 |       |
| 7                 | Julian Gaviola      | Argentina     | 1:55.24 |       |
| 8                 | José Antonio Maita  | Venezuela     | 1:55.72 |       |
| 9                 | Diego Lacamoire     | Argentina     | 1:56.54 |       |

### 1.500 metros
29 de setembro
| Posição           | Atleta                    | Nacionalidade | Tempo   | Notas |
| ----------------- | ------------------------- | ------------- | ------- | ----- |
| Medalha de ouro   | Carlos Santiago Hernández | Colômbia      | 3:59.47 |       |
| Medalha de prata  | Cleber Cisneros           | Peru          | 4:00.66 |       |
| Medalha de bronze | Diego Uribe               | Chile         | 4:01.21 |       |
| 4                 | Santiago Catrofe          | Uruguai       | 4:01.64 |       |
| 5                 | Carlos Arellano           | Equador       | 4:03.59 |       |
| 6                 | Ryan López                | Venezuela     | 4:03.62 |       |
| 7                 | Yessy Apaz                | Bolívia       | 4:06.09 |       |
| 8                 | Diego Lacamoire           | Argentina     | 4:07.30 |       |
| 9                 | Yonathan Ichiparra        | Peru          | 4:07.86 |       |
| 10                | Jean Jácome               | Equador       | 4:07.93 |       |
| 11                | José Zabala               | Argentina     | 4:15.78 |       |

### 5.000 metros
30 de setembro
| Posição           | Atleta            | Nacionalidade | Tempo    | Notas |
| ----------------- | ----------------- | ------------- | -------- | ----- |
| Medalha de ouro   | Yuri Labra        | Peru          | 14:57.61 |       |
| Medalha de prata  | Vidal Basco       | Bolívia       | 14:59.49 |       |
| Medalha de bronze | Paul Ramírez      | Peru          | 14:59.85 |       |
| 4                 | Cristian Moreno   | Colômbia      | 15:22.08 |       |
| 5                 | Juan Carlos Huiza | Bolívia       | 15:26.39 |       |
| 6                 | Diego Uribe       | Chile         | 15:28.87 |       |
| 7                 | Brayan Revelo     | Equador       | 15:40.14 |       |
| 8                 | Erick Alcivar     | Equador       | 15:56.72 |       |
| 9                 | José Zabala       | Argentina     | DNF      |       |

### 10.000 metros
29 de setembro
| Posição           | Atleta            | Nacionalidade | Tempo    | Notas |
| ----------------- | ----------------- | ------------- | -------- | ----- |
| Medalha de ouro   | Vidal Basco       | Bolívia       | 31:14.72 |       |
| Medalha de prata  | Yuri Labra        | Peru          | 31:56.16 |       |
| Medalha de bronze | Juan Carlos Huiza | Bolívia       | 31:59.52 |       |
| 4                 | Paul Ramírez      | Peru          | 32:50.63 |       |
| 5                 | Erick Alcivar     | Equador       | 34:42.32 |       |
| 6                 | Cristian Conteron | Equador       | 35:00.71 |       |

### 110 metros barreiras
29 de setembro
Vento: +1.2 m/s
| Posição           | Raia | Atleta                  | Nacionalidade | Tempo | Notas |
| ----------------- | ---- | ----------------------- | ------------- | ----- | ----- |
| Medalha de ouro   | 5    | Rafael Henrique Pereira | Brasil        | 13.76 |       |
| Medalha de prata  | 4    | Fanor Escobar           | Colômbia      | 14.02 |       |
| Medalha de bronze | 3    | Juan Pablo Germain      | Chile         | 14.12 |       |
| 4                 | 7    | Marcos Herrera          | Equador       | 14.17 |       |
| 5                 | 6    | Mauricio Garrido        | Peru          | 14.36 |       |
| 6                 | 2    | Eric Espinoza           | Equador       | 15.53 |       |

### 400 metros barreiras
30 de setembro
| Posição           | Raia | Atleta                  | Nacionalidade | Tempo | Notas |
| ----------------- | ---- | ----------------------- | ------------- | ----- | ----- |
| Medalha de ouro   | 4    | Alison Santos           | Brasil        | 50.56 |       |
| Medalha de prata  | 5    | Mikael Antonio de Jesus | Brasil        | 51.13 |       |
| Medalha de bronze | 7    | Ian Corozo              | Equador       | 51.92 |       |
| 4                 | 8    | Kevin Mina              | Colômbia      | 52.34 |       |
| 5                 | 6    | Damian Moretta          | Argentina     | 52.86 |       |
| 6                 | 2    | Francisco Guerrero      | Equador       | 53.34 |       |
| 7                 | 3    | Fanor Escobar           | Colômbia      | DNF   |       |

### 3.000 metros com obstáculos
30 de setembro
| Posição           | Atleta             | Nacionalidade | Tempo   | Notas |
| ----------------- | ------------------ | ------------- | ------- | ----- |
| Medalha de ouro   | Diego Arevalo      | Equador       | 9:24.61 |       |
| Medalha de prata  | Yessy Apaz         | Bolívia       | 9:27.50 |       |
| Medalha de bronze | Yonathan Ichiparra | Peru          | 9:35.66 |       |
| 4                 | Gerson Montes      | Equador       | DNS     |       |

### Revezamento 4x100 m
29 de setembro
| Posição           | Raia | Nacionalidade | Atletas                                                               | Tempo | Notas |
| ----------------- | ---- | ------------- | --------------------------------------------------------------------- | ----- | ----- |
| Medalha de ouro   | 2    | Colômbia      | Fanor Escobar, Anthony Zambrano, Luis Arizala, Jhonny Rentería        | 40.08 |       |
| Medalha de prata  | 3    | Chile         | Ignacio Nordetti, Enzo Faulbaum, Andrés Steuer, Juan Pablo Germain    | 40.60 |       |
| Medalha de bronze | 4    | Equador       | Steven Charcopa, Carlos Perlaza, Anderson Marquinez, Steeven Salas    | 41.09 |       |
| 4                 | 5    | Argentina     | Damian Moretta, Pablo Zuliani, Valentin Della, Otilio Rosa            | 41.19 |       |
| 5                 | 6    | Peru          | Marco Antonio Vilca, Luis Iriarte, Mauricio Garrido, Fabrizio Mautino | 42.52 |       |

### Revezamento 4x400 m
30 de setembro
| Posição           | Nacionalidade | Atletas                                                                         | Tempo   | Notas |
| ----------------- | ------------- | ------------------------------------------------------------------------------- | ------- | ----- |
| Medalha de ouro   | Colômbia      | Luis Arizala, Nicolas Salinas, Kevin Mina, Anthony Zambrano                     | 3:09.77 |       |
| Medalha de prata  | Brasil        | Rafael Henrique Pereira, Matheus Pessoa, Alison Santos, Bruno Benedito da Silva | 3:09.90 |       |
| Medalha de bronze | Equador       | Damian Carcelen, Kenny León, Carlos Perlaza, David Cetre                        | 3:13.17 |       |
| 4                 | Argentina     | Damian Moretta, Julian Gaviola, Otilio Rosa, Elian Larregina                    | 3:18.23 |       |
| 5                 | Chile         | Juan Pablo Germain, Rafael Muñoz, Enzo Faulbaum, Ignacio Nordetti               | 3:20.89 |       |

### 20 km marcha atlética
29 de setembro
| Posição           | Atleta          | Nacionalidade | Tempo      | Notas |
| ----------------- | --------------- | ------------- | ---------- | ----- |
| Medalha de ouro   | César Rodríguez | Peru          | 1:24:51.85 |       |
| Medalha de prata  | Jhonatan Amores | Equador       | 1:25:12.25 |       |
| Medalha de bronze | Paolo Yurivilca | Peru          | 1:25:44.23 |       |
| 4                 | Xavier Mena     | Equador       | 1:27:42.08 |       |

### Salto em altura
29 de setembro
| Posição           | Atleta              | Nacionalidade | 1.80 | 1.85 | 1.90 | 1.95 | 2.00 | 2.05 | 2.10 | 2.15 | Resultado | Notas |
| ----------------- | ------------------- | ------------- | ---- | ---- | ---- | ---- | ---- | ---- | ---- | ---- | --------- | ----- |
| Medalha de ouro   | Jorge Luis da Graça | Brasil        | o    | –    | o    | o    | o    | o    | o    | xxx  | 2.10      |       |
| Medalha de prata  | Andy Preciado       | Equador       | –    | –    | –    | o    | xo   | o    | xxx  |      | 2.05      |       |
| Medalha de bronze | Claudio da Silva    | Brasil        | o    | –    | xo   | o    | o    | xxo  | xxx  |      | 2.05      |       |
| 4                 | Jessie Corozo       | Equador       | –    | o    | o    | o    | xxx  |      |      |      | 1.95      |       |
| 5                 | Francisco Moraga    | Chile         | –    | o    | xo   | xo   | xxx  |      |      |      | 1.95      |       |
| 6                 | Sebastián Martin    | Chile         | o    | xo   | xxx  |      |      |      |      |      | 1.85      |       |
| 7                 | Diego Schmith       | Paraguai      | xxo  | xxx  |      |      |      |      |      |      | 1.80      |       |

### Salto com vara
30 de setembro
| Posição           | Atleta            | Nacionalidade | 4.00 | 4.15 | 4.45 | 4.60 | 4.70 | 4.80 | 4.90 | 5.00 | 5.10 | 5.20 | 5.30 | Resultado | Notas |
| ----------------- | ----------------- | ------------- | ---- | ---- | ---- | ---- | ---- | ---- | ---- | ---- | ---- | ---- | ---- | --------- | ----- |
| Medalha de ouro   | Bruno Spinelli    | Brasil        | –    | –    | –    | –    | –    | –    | –    | o    | –    | o    | xxx  | 5.20      |       |
| Medalha de prata  | Pablo Chaverra    | Colômbia      | –    | –    | –    | –    | –    | xo   | x–   | o    | xo   | o    | xxx  | 5.20      |       |
| Medalha de bronze | Dyander Pacho     | Equador       | –    | –    | –    | xo   | –    | o    | xo   | o    | xo   | xxx  |      | 5.10      |       |
| 4                 | José Pacho        | Equador       | –    | –    | –    | –    | –    | –    | –    | xo   | –    | xxx  |      | 5.00      |       |
| 5                 | José Gutiérrez    | Peru          | –    | –    | –    | –    | –    | o    | xxo  | xxx  |      |      |      | 4.90      |       |
| 6                 | Eduardo Martin    | Chile         | o    | xxo  | xo   | xo   | xo   | xxx  |      |      |      |      |      | 4.70      |       |
| 7                 | Sebastián Martin  | Chile         | –    | –    | o    | o    | –    | xxx  |      |      |      |      |      | 4.60      |       |
| 8                 | Martin Castañares | Uruguai       | –    | –    | –    | xxx  |      |      |      |      |      |      |      | NM        |       |

### Salto em comprimento
29 de setembro
| Posião            | Atleta           | Nacionalidade | #1   | #2   | #3   | #4   | #5    | #6   | Resultado | Notas |
| ----------------- | ---------------- | ------------- | ---- | ---- | ---- | ---- | ----- | ---- | --------- | ----- |
| Medalha de ouro   | Samory Fraga     | Brasil        | 7.42 | 6.17 | x    | 7.27 | 7.42  | 7.42 | 7.42      |       |
| Medalha de prata  | Fabrizio Mautino | Peru          | x    | 7.26 | x    | 4.70 | x     | x    | 7.26      |       |
| Medalha de bronze | Brian López      | Argentina     | 7.25 | 7.17 | x    | 7.13 | 7.04  | 7.17 | 7.25      |       |
| 4                 | Matías González  | Chile         | 6.93 | 7.13 | 7.12 | 6.69 | 6.77w | 6.93 | 7.13      |       |
| 5                 | Kevin Canchingre | Equador       |      |      |      |      |       |      | DNS       |       |
| 5                 | Bryan Castro     | Equador       |      |      |      |      |       |      | DNS       |       |

### Salto triplo
30 de setembro
| Posição           | Atleta         | Nacionalidade | #1    | #2    | #3    | #4    | #5    | #6    | Resultado | Notas |
| ----------------- | -------------- | ------------- | ----- | ----- | ----- | ----- | ----- | ----- | --------- | ----- |
| Medalha de ouro   | Ulisses Costa  | Brasil        | x     | 15.87 | x     | x     | 15.58 | x     | 15.87     |       |
| Medalha de prata  | Geinner Moreno | Colômbia      | 14.26 | 15.60 | x     | x     | 15.55 | 15.76 | 15.76     |       |
| Medalha de bronze | Frixon Chila   | Equador       | 15.53 | x     | 15.69 | x     | x     | 15.08 | 15.69     |       |
| 4                 | José Álvarez   | Argentina     | x     | x     | 13.78 | 15.05 | 15.13 | 15.34 | 15.34     |       |
| 5                 | Samory Fraga   | Brasil        |       |       |       |       |       |       | DNS       |       |

### Arremesso de peso
29 de setembro
| Posição           | Atleta                | Nacionalidade | #1    | #2    | #3    | #4    | #5    | #6    | Resultado | Notas |
| ----------------- | --------------------- | ------------- | ----- | ----- | ----- | ----- | ----- | ----- | --------- | ----- |
| Medalha de ouro   | Wellington Morais     | Brasil        | 19.76 | 19.85 | 19.85 | x     | –     | 18.87 | 19.85     |       |
| Medalha de prata  | José Miguel Ballivián | Chile         | x     | 17.46 | 16.65 | x     | x     | 16.61 | 17.46     |       |
| Medalha de bronze | Saymon Hoffmann       | Brasil        | 16.01 | 15.47 | 16.59 | 16.23 | x     | x     | 16.59     |       |
| 4                 | Eduardo Espín         | Equador       | 15.76 | 16.48 | x     | 16.29 | x     | 16.05 | 16.48     |       |
| 5                 | Sebatián Lazen        | Chile         | 15.41 | 16.30 | 16.35 | x     | 16.00 | 16.31 | 16.35     |       |
| 6                 | Peter Ortiz           | Equador       | x     | 13.39 | 14.10 | 14.67 | 14.00 | x     | 14.67     |       |

### Lançamento de disco
30 de setembro
| Posição           | Atleta                | Nacionalidade | #1    | #2    | #3    | #4    | #5    | #6    | Resultado | Notas |
| ----------------- | --------------------- | ------------- | ----- | ----- | ----- | ----- | ----- | ----- | --------- | ----- |
| Medalha de ouro   | Cleverson Oliveira    | Brasil        | 49.12 | x     | 52.80 | x     | x     | 52.46 | 52.80     |       |
| Medalha de prata  | Wellinton da Cruz     | Brasil        | x     | x     | 52.29 | x     | x     | x     | 52.29     |       |
| Medalha de bronze | José Miguel Ballivián | Chile         | 51.26 | x     | 50.23 | 52.11 | x     | x     | 52.11     |       |
| 4                 | Claudio Romero        | Chile         | x     | x     | 50.65 | x     | x     | 49.41 | 50.65     |       |
| 5                 | Eduardo Espín         | Equador       | 43.04 | 44.65 | 40.43 | 43.67 | 40.21 | x     | 44.65     |       |
| 6                 | Gerson Ramírez        | Colômbia      | x     | x     | x     | 42.81 | x     | x     | 42.81     |       |
| 7                 | Andy Preciado         | Equador       |       |       |       |       |       |       | DNS       |       |

### Lançamento de martelo
29 de setembro
| Posição           | Atleta            | Nacionalidade | #1    | #2    | #3    | #4    | #5    | #6    | Resultado | Notas |
| ----------------- | ----------------- | ------------- | ----- | ----- | ----- | ----- | ----- | ----- | --------- | ----- |
| Medalha de ouro   | Humberto Mansilla | Chile         | 73.38 | 74.38 | 76.87 | x     | 74.85 | 72.72 | 76.87     | ,     |
| Medalha de prata  | Joaquín Gómez     | Argentina     | 67.96 | 70.91 | x     | 72.07 | 74.38 | 75.96 | 75.96     |       |
| Medalha de bronze | Gabriel Kehr      | Chile         | 70.87 | 73.33 | 73.42 | 74.31 | 71.54 | 73.15 | 74.31     |       |
| 4                 | Xavier Colmenarez | Venezuela     | 55.27 | 57.82 | 58.41 | x     | 56.96 | x     | 58.41     |       |
| 5                 | Cristián Suárez   | Equador       | 56.03 | 55.18 | 58.30 | 54.86 | 55.96 | x     | 58.30     |       |
| 6                 | Estalyn Rodríguez | Equador       | 54.93 | x     | 57.69 | 57.99 | 54.78 | x     | 57.99     |       |

### Lançamento de dardo
30 de setembro
| Posição           | Atleta                   | Nacionalidade | #1    | #2    | #3    | #4    | #5    | #6    | Resultado | Notas |
| ----------------- | ------------------------ | ------------- | ----- | ----- | ----- | ----- | ----- | ----- | --------- | ----- |
| Medalha de ouro   | Francisco Muse           | Chile         | 75.37 | 74.39 | 72.43 | 76.91 | x     | 73.32 | 76.91     |       |
| Medalha de prata  | Pedro Luiz Barros        | Brasil        | 73.68 | 65.82 | x     | 70.67 | 76.32 | 75.92 | 76.32     |       |
| Medalha de bronze | Pedro Henrique Rodrigues | Brasil        | x     | 71.57 | x     | x     | 68.41 | x     | 71.57     |       |
| 4                 | Julio Billy              | Venezuela     | 66.53 | 61.99 | x     | 67.15 | 64.57 | 63.51 | 67.15     |       |
| 5                 | Jorge Luis Velasquez     | Colômbia      | x     | 58.68 | 58.12 | 64.72 | x     | x     | 64.72     |       |
| 6                 | William Torres           | Equador       | 62.90 | 63.29 | 60.28 | 60.82 | 63.60 | 57.51 | 63.60     |       |
| 7                 | Carlos Tuares            | Equador       |       |       |       |       |       |       | DNS       |       |

### Decatlo
29–30 de setembro
| Pos.              | Atleta               | Nacionalidade | 100 m | SD    | AP    | SA   | 400 m | 110 m C/B | AD    | SV   | LD    | 1500 m  | PG   | Notas |
| ----------------- | -------------------- | ------------- | ----- | ----- | ----- | ---- | ----- | --------- | ----- | ---- | ----- | ------- | ---- | ----- |
| Medalha de ouro   | Sergio Pandiani      | Argentina     | 10.99 | 6.71  | 13.28 | 1.89 | 50.49 | 14.90     | 34.90 | 4.00 | 64.22 | 5:13.22 | 7119 |       |
| Medalha de prata  | César Jofre          | Chile         | 11.12 | 7.05w | 15.24 | 1.89 | 51.99 | 16.03     | 45.44 | 4.00 | 49.74 | 5:58.11 | 6873 |       |
| Medalha de bronze | Luiz Henrique Santos | Brasil        | 11.07 | 6.84  | 11.73 | 1.98 | 48.94 | 15.31     | 37.10 | 3.50 | 43.53 | 5:07.27 | 6772 |       |
| 4                 | Anderson Gordillo    | Equador       | 11.70 | 6.33  | 10.15 | 1.77 | 52.35 | 16.88     | 34.56 | 4.00 | 48.02 | 4:59.89 | 6104 |       |

## Resultado feminino

### 100 metros
| Posição | Bateria | Atleta                | Nacionalidade | Tempo | Notas |
| ------- | ------- | --------------------- | ------------- | ----- | ----- |
| 1       | 1       | Ángela Tenorio        | Equador       | 11.21 | Q     |
| 2       | 2       | Vitória Cristina Rosa | Brasil        | 11.35 | Q     |
| 3       | 2       | Gabriela Suárez       | Equador       | 11.67 | Q     |
| 4       | 1       | Evelyn Rivera         | Colômbia      | 11.86 | Q     |
| 5       | 1       | Javiera Cañas         | Chile         | 12.08 | Q     |
| 6       | 1       | Gabriela Delgado      | Peru          | 12.13 | q     |
| 6       | 2       | Kenisha Phillips      | Guiana        | 12.13 | Q     |
| 8       | 1       | Shelsy Romero         | Colômbia      | 12.14 | q     |
| 9       | 1       | Guillermina Cossio    | Argentina     | 12.18 |       |
| 10      | 2       | Edmari Acevedo        | Venezuela     | 12.19 |       |
| 11      | 2       | María Ignacia Montt   | Chile         | 12.24 |       |
| 12      | 2       | Xenia Hiebert         | Paraguai      | 12.26 |       |
| 13      | 2       | Alinny Delgadillo     | Bolívia       | 12.29 |       |
| 14      | 2       | Silvana Cáceres       | Paraguai      | 12.45 |       |
| 15      | 1       | Ruth Sanmoogan        | Guiana        | 12.51 |       |

| Posição           | Raia | Atleta                | Nacionalidade | Tempo | Notas                 |
| ----------------- | ---- | --------------------- | ------------- | ----- | --------------------- |
| Medalha de ouro   | 4    | Ángela Tenorio        | Equador       | 11.09 | Recorde do campeonato |
| Medalha de prata  | 5    | Vitória Cristina Rosa | Brasil        | 11.17 |                       |
| Medalha de bronze | 3    | Gabriela Suárez       | Equador       | 11.50 |                       |
| 4                 | 6    | Evelyn Rivera         | Colômbia      | 11.78 |                       |
| 5                 | 7    | Kenisha Phillips      | Guiana        | 11.91 |                       |
| 6                 | 1    | Gabriela Delgado      | Peru          | 11.96 |                       |
| 7                 | 2    | Shelsy Romero         | Colômbia      | 11.99 |                       |
| 8                 | 8    | Javiera Cañas         | Chile         | 12.02 |                       |

### 200 metros
| Posição | Bateria | Atleta                | Nacionalidade | Tempo | Notas |
| ------- | ------- | --------------------- | ------------- | ----- | ----- |
| 1       | 2       | Vitória Cristina Rosa | Brasil        | 23.12 | Q,    |
| 2       | 2       | Virginia Villalba     | Equador       | 23.97 | Q     |
| 3       | 1       | Gabriela Suárez       | Equador       | 24.25 | Q     |
| 4       | 1       | Evelyn Rivera         | Colômbia      | 24.27 | Q     |
| 5       | 1       | Martina Weil          | Chile         | 24.27 | Q     |
| 6       | 2       | Kenisha Phillips      | Guiana        | 24.35 | Q     |
| 7       | 1       | Guillermina Cossio    | Argentina     | 24.53 | q     |
| 8       | 2       | Gabriela Delgado      | Peru          | 24.74 | q     |
| 9       | 1       | Alinny Delgadillo     | Bolívia       | 25.06 |       |
| 10      | 1       | Xenia Hiebert         | Paraguai      | 25.42 |       |
| 11      | 1       | Giara Garate          | Peru          | 25.44 |       |
| 12      | 2       | Briza Dure            | Paraguai      | 25.65 |       |
| 13      | 2       | Javiera Cañas         | Chile         | DNS   |       |
| 13      | 2       | Shelsy Romero         | Colômbia      | DNS   |       |

| Posição           | Raia | Atleta                | Nacionalidade | Tempo | Notas                 |
| ----------------- | ---- | --------------------- | ------------- | ----- | --------------------- |
| Medalha de ouro   | 4    | Vitória Cristina Rosa | Brasil        | 23.04 | Recorde do campeonato |
| Medalha de prata  | 3    | Gabriela Suárez       | Equador       | 23.44 |                       |
| Medalha de bronze | 6    | Evelyn Rivera         | Colômbia      | 23.69 |                       |
| 4                 | 7    | Martina Weil          | Chile         | 23.78 |                       |
| 5                 | 5    | Virginia Villalba     | Equador       | 23.87 |                       |
| 6                 | 8    | Kenisha Phillips      | Guiana        | 24.69 |                       |
| 7                 | 1    | Guillermina Cossio    | Argentina     | 24.83 |                       |
| 8                 | 2    | Gabriela Delgado      | Peru          | DNS   |                       |

### 400 metros
29 de setembro
| Posição           | Atleta             | Nacionalidade | Tempo   | Notas |
| ----------------- | ------------------ | ------------- | ------- | ----- |
| Medalha de ouro   | Martina Weil       | Chile         | 52.60   |       |
| Medalha de prata  | Tiffani Marinho    | Brasil        | 52.95   |       |
| Medalha de bronze | Eliana Chávez      | Colômbia      | 53.11   |       |
| 4                 | Noelia Martínez    | Argentina     | 54.22   |       |
| 5                 | Damaris Palomeque  | Colômbia      | 55.47   |       |
| 6                 | Virginia Villalba  | Equador       | 56.17   |       |
| 7                 | Pamela Milano      | Venezuela     | 56.85   |       |
| 8                 | Coraima Cortez     | Equador       | 58.39   |       |
| 9                 | Esperanza Manrique | Peru          | 1:00.12 |       |

### 800 metros
30 de setembro
| Posição           | Atleta           | Nacionalidade | Tempo   | Notas |
| ----------------- | ---------------- | ------------- | ------- | ----- |
| Medalha de ouro   | Johana Arrieta   | Colômbia      | 2:09.65 |       |
| Medalha de prata  | Martina Escudero | Argentina     | 2:13.42 |       |
| Medalha de bronze | Carolina Lozano  | Argentina     | 2:15.38 |       |
| 4                 | Berdine Castillo | Chile         | 2:17.07 |       |
| 5                 | Irene Navarrete  | Equador       | 2:18.84 |       |
| 6                 | Valeria Cali     | Equador       | 2:23.93 |       |
| 7                 | Pamela Milano    | Venezuela     | DNS     |       |

### 1.500 metros
29 de setembro
| Posição           | Atleta             | Nacionalidade | Tempo   | Notas |
| ----------------- | ------------------ | ------------- | ------- | ----- |
| Medalha de ouro   | Micaela Levaggi    | Argentina     | 4:31.60 |       |
| Medalha de prata  | Katherine Tisalema | Equador       | 4:31.88 |       |
| Medalha de bronze | Saida Meneses      | Peru          | 4:33.53 |       |
| 4                 | Carolina Lozano    | Argentina     | 4:48.58 |       |
| 5                 | Irene Navarrete    | Equador       | 4:59.42 |       |

### 5.000 metros
30 de setembro
| Posição           | Atleta                 | Nacionalidade | Tempo    | Notas |
| ----------------- | ---------------------- | ------------- | -------- | ----- |
| Medalha de ouro   | Saida Meneses          | Peru          | 17:20.54 |       |
| Medalha de prata  | Sheyla Eulogio         | Peru          | 17:58.99 |       |
| Medalha de bronze | Lizbeth Vicuna         | Equador       | 18:10.46 |       |
| 4                 | Deysi Cabrera          | Bolívia       | 18:10.85 |       |
| 5                 | María Fernanda Montoya | Colômbia      | 18:15.64 |       |
| 6                 | Damaris Díaz           | Equador       | 18:17.03 |       |
| 7                 | Ana María Cifuentes    | Colômbia      | 18:53.53 |       |
| 8                 | Micaela Levaggi        | Argentina     | DNF      |       |

### 10.000 metros
29 de setembro
| Posição           | Atleta                 | Nacionalidade | Tempo    | Notas |
| ----------------- | ---------------------- | ------------- | -------- | ----- |
| Medalha de ouro   | Thalia Valdivia        | Peru          | 36:58.03 |       |
| Medalha de prata  | Sheyla Eulogio         | Peru          | 38:18.86 |       |
| Medalha de bronze | María Fernanda Montoya | Colômbia      | 38:25.89 |       |
| 4                 | Erika Pilicita         | Equador       | 39:15.99 |       |
| 5                 | Damaris Díaz           | Equador       | 40:12.23 |       |

### 100 metros barreiras
29 de setembro
Vento: -1.4 m/s
| Posição           | Raia | Atleta           | Nacionalidade | Tempo | Notas                 |
| ----------------- | ---- | ---------------- | ------------- | ----- | --------------------- |
| Medalha de ouro   | 5    | Micaela de Mello | Brasil        | 13.31 | Recorde do campeonato |
| Medalha de prata  | 4    | Maribel Caicedo  | Equador       | 13.54 |                       |
| Medalha de bronze | 2    | Triana Alonso    | Peru          | 14.09 |                       |
| 4                 | 6    | Génesis Cabezas  | Equador       | 14.26 |                       |
| 5                 | 3    | Yoveini Mota     | Venezuela     | 17.68 |                       |

### 400 metros barreiras
30 de setembro
| Posição           | Raia | Atleta             | Nacionalidade | Tempo   | Notas                 |
| ----------------- | ---- | ------------------ | ------------- | ------- | --------------------- |
| Medalha de ouro   | 4    | Fiorella Chiappe   | Argentina     | 56.25   | Recorde do campeonato |
| Medalha de prata  | 3    | Chayenne da Silva  | Brasil        | 59.21   |                       |
| Medalha de bronze | 6    | Marlene dos Santos | Brasil        | 59.52   |                       |
| 4                 | 5    | Marina Poroso      | Equador       | 59.86   |                       |
| 5                 | 7    | Andreina Minda     | Equador       | 1:06.09 |                       |

### 3.000 metros com obstáculos
30 de setembro
| Posição           | Atleta             | Nacionalidade | Tempo    | Notas |
| ----------------- | ------------------ | ------------- | -------- | ----- |
| Medalha de ouro   | Katherine Tisalema | Equador       | 10:45.80 |       |
| Medalha de prata  | Rina Cjuro         | Peru          | 10:47.25 |       |
| Medalha de bronze | Erika Pilicita     | Equador       | 11:18.41 |       |
| 4                 | Clara Baiocchi     | Argentina     | 11:40.38 |       |
| 5                 | Elizabeth Ortiz    | Peru          | 12:01.50 |       |

### Revezamento 4x100 m
29 de setembro
| Posição           | Raia | Nacionalidade | Atletas                                                             | Tempo | Notas                 |
| ----------------- | ---- | ------------- | ------------------------------------------------------------------- | ----- | --------------------- |
| Medalha de ouro   | 3    | Equador       | Katherine Chillambo, Ángela Tenorio, Marina Poroso, Gabriela Suárez | 44.18 | Recorde do campeonato |
| Medalha de prata  | 6    | Chile         | Poulette Cardoch, Martina Weil, María Ignacia Montt, Javiera Cañas  | 45.55 |                       |
| Medalha de bronze | 4    | Colômbia      | Shelsy Romero, Damaris Palomeque, Eliana Chávez, Evelyn Rivera      | 45.57 |                       |
| 4                 | 4    | Peru          | Giara Garate, Triana Alonso, Brenda Galeano, Gabriela Delgado       | 46.34 |                       |
| 5                 | 5    | Paraguai      | Briza Dure, Silvana Cáceres, Ruth Báez, Xenia Hiebert               | 47.43 |                       |

### Revezamento 4x400 m
30 de setembro
| Posição           | Nacionalidade | Atletas                                                                  | Tempo   | Notas                 |
| ----------------- | ------------- | ------------------------------------------------------------------------ | ------- | --------------------- |
| Medalha de ouro   | Colômbia      | Lina Licona, Johana Arrieta, Damaris Palomeque, Eliana Chávez            | 3:35.50 | Recorde do campeonato |
| Medalha de prata  | Brasil        | Marlene dos Santos, Micaela de Mello, Chayenne da Silva, Tiffani Marinho | 3:42.38 |                       |
| Medalha de bronze | Equador       | Andreina Minda, Coraima Cortez, Marina Poroso, Virginia Villalba         | 3:43.91 |                       |
| 4                 | Chile         | Poulette Cardoch, Berdine Castillo, Martina Weil, María Ignacia Montt    | 3:44.82 |                       |
| 5                 | Argentina     | Guillermina Cossio, Noelia Martínez, Martina Escudero, Fiorella Chiappe  | 3:45.67 |                       |

### 20 km marcha atlética
29 de setembro
| Posição           | Atleta             | Nacionalidade | Tempo      | Notas                 |
| ----------------- | ------------------ | ------------- | ---------- | --------------------- |
| Medalha de ouro   | Leyde Guerra       | Peru          | 1:32:12.42 | Recorde do campeonato |
| Medalha de prata  | Karla Jaramillo    | Equador       | 1:35:43.03 |                       |
| Medalha de bronze | Mishell Semblantes | Equador       | 1:43:33.89 |                       |
| 4                 | Anastasia Sanzana  | Chile         | 1:51:36.01 |                       |

### Salto em altura
30 de setembro
| Posição           | Atleta                 | Nacionalidade | 1.60 | 1.65 | 1.70 | 1.73 | 1.76 | 1.80 | 1.92 | Resultado | Notas |
| ----------------- | ---------------------- | ------------- | ---- | ---- | ---- | ---- | ---- | ---- | ---- | --------- | ----- |
| Medalha de ouro   | María Fernanda Murillo | Colômbia      | –    | –    | –    | –    | o    | o    | xxx  | 1.80      |       |
| Medalha de prata  | Victoria Rozas         | Chile         | xo   | xxo  | xxo  | xxo  | xxx  |      |      | 1.73      |       |
| Medalha de bronze | Kenia Briones          | Equador       | xo   | xxo  | o    | xxx  |      |      |      | 1.70      |       |

### Salto com vara
29 de setembro
| Posição           | Atleta                | Nacionalidade | 3.30 | 3.45 | 3.60 | 3.70 | 3.80 | 3.90 | 4.00 | 4.10 | 4.20 | 4.25 | 4.30 | 4.40 | 4.50 | Resultado | Notas                 |
| ----------------- | --------------------- | ------------- | ---- | ---- | ---- | ---- | ---- | ---- | ---- | ---- | ---- | ---- | ---- | ---- | ---- | --------- | --------------------- |
| Medalha de ouro   | Juliana Campos        | Brasil        | –    | –    | –    | –    | –    | –    | o    | o    | o    | –    | xo   | xxo  | xxx  | 4.40      | Recorde do campeonato |
| Medalha de prata  | Katherin Castillo     | Colômbia      | –    | –    | –    | –    | o    | –    | o    | o    | o    | xxx  |      |      |      | 4.20      |                       |
| Medalha de bronze | Nicole Hein           | Peru          | –    | –    | –    | xo   | o    | xo   | o    | xxx  |      |      |      |      |      | 4.00      |                       |
| 4                 | Isabel de Quadros     | Brasil        | –    | –    | –    | –    | o    | o    | xo   | xxx  |      |      |      |      |      | 4.00      |                       |
| 5                 | Fernanda Carabias     | Chile         | o    | o    | o    | xxx  |      |      |      |      |      |      |      |      |      | 3.60      |                       |
| 6                 | Ana Gabriela Quiñónez | Equador       |      |      |      |      |      |      |      |      |      |      |      |      |      | DNS       |                       |

### Salto em comprimento
30 de setembro
| Posição           | Atleta         | Nacionalidade | #1   | #2   | #3   | #4   | #5   | #6   | Resultado | Notas                 |
| ----------------- | -------------- | ------------- | ---- | ---- | ---- | ---- | ---- | ---- | --------- | --------------------- |
| Medalha de ouro   | Aries Sánchez  | Venezuela     | 6.15 | 6.42 | –    | x    | 6.39 | x    | 6.42      | Recorde do campeonato |
| Medalha de prata  | Mirieli Santos | Brasil        | 5.65 | 5.73 | 5.87 | 5.63 | 5.98 | 6.04 | 6.04      |                       |
| Medalha de bronze | Leticia Melo   | Brasil        | 5.94 | x    | x    | x    | x    | 5.87 | 5.94      |                       |
| 4                 | Valeria Quispe | Bolívia       | x    | x    | 5.57 | x    | x    | 5.85 | 5.85      |                       |
| 5                 | Ruth Sanmoogan | Guiana        | 5.31 | 5.49 | 5.59 | 5.43 | 5.74 | 5.63 | 5.74      |                       |
| 6                 | Brenda Galeano | Peru          | x    | x    | 5.55 | 5.36 | x    | 5.74 | 5.74      |                       |
| 7                 | Yaikier Cortez | Equador       | 5.20 | 5.36 | 5.22 | 5.17 | 4.97 | 5.33 | 5.36      |                       |
| 8                 | Adriana Chila  | Equador       | 4.01 | 5.24 | 5.21 | 5.36 | 5.30 | 5.24 | 5.36      |                       |
| 9                 | Ruth Báez      | Paraguai      | x    | 4.58 | 5.07 |      |      |      | 5.07      |                       |
| 10 !              | Javiera Cañas  | Chile         |      |      |      |      |      |      | DNS       |                       |

### Salto triplo
29 de setembro
| Posição           | Atleta         | Nacionalidade | #1    | #2    | #3    | #4    | #5    | #6    | Resultado | Notas |
| ----------------- | -------------- | ------------- | ----- | ----- | ----- | ----- | ----- | ----- | --------- | ----- |
| Medalha de ouro   | Mirieli Santos | Brasil        | 13.34 | x     | x     | x     | 13.26 | 11.61 | 13.34     |       |
| Medalha de prata  | Adriana Chila  | Equador       | 12.58 | 12.64 | 12.82 | 12.73 | 13.06 | 12.95 | 13.06     |       |
| Medalha de bronze | Valeria Quispe | Bolívia       | 12.29 | x     | 12.59 | x     | x     | 12.79 | 12.79     |       |
| 4                 | Kiara Lastra   | Equador       | 11.16 | 11.77 | 12.09 | 11.94 | 11.64 | 12.22 | 12.22     |       |

### Arremesso de peso
30 de setembro
| Posição           | Atleta                | Nacionalidade | #1    | #2    | #3    | #4    | #5    | #6    | Resultado | Notas |
| ----------------- | --------------------- | ------------- | ----- | ----- | ----- | ----- | ----- | ----- | --------- | ----- |
| Medalha de ouro   | Amanda Scherer        | Brasil        | x     | 14.74 | 15.30 | 15.36 | 15.68 | 15.13 | 15.68     |       |
| Medalha de prata  | Ailén Armada          | Argentina     | 14.23 | 15.21 | x     | 15.45 | x     | 15.58 | 15.58     |       |
| Medalha de bronze | Yerlyn Palacios       | Colômbia      | 14.58 | 14.67 | 14.84 | 14.68 | 14.72 | 14.96 | 14.96     |       |
| 4                 | Ana Caroline da Silva | Brasil        | 13.65 | 13.78 | x     | x     | 13.31 | 14.26 | 14.26     |       |
| 5                 | Jessica Molina        | Equador       | 10.91 | 12.43 | 12.57 | 12.14 | 12.67 | 12.33 | 12.67     |       |
| 6                 | Iara Capurro          | Argentina     | x     | 11.69 | 12.12 | x     | 11.80 | 11.88 | 12.12     |       |
| 7                 | Catalina Bravo        | Chile         | 9.08  | 9.59  | 10.04 | 10.49 | 9.90  | 9.97  | 10.49     |       |
| 8                 | Ginger Quintero       | Equador       |       |       |       |       |       |       | DNS       |       |

### Lançamento de disco
29 de setembro
| Posição           | Atleta           | Nacionalidade | #1    | #2    | #3    | #4    | #5    | #6    | Resultado | Notas |
| ----------------- | ---------------- | ------------- | ----- | ----- | ----- | ----- | ----- | ----- | --------- | ----- |
| Medalha de ouro   | Ailén Armada     | Argentina     | x     | 51.77 | 54.40 | x     | x     | 51.64 | 54.40     |       |
| Medalha de prata  | Valquiria Meurer | Brasil        | x     | 46.86 | 47.51 | 52.04 | 50.44 | 44.15 | 52.04     |       |
| Medalha de bronze | Yerlyn Palacios  | Colômbia      | x     | 48.07 | 48.20 | 45.98 | 48.50 | x     | 48.50     |       |
| 4                 | Iara Capurro     | Argentina     | 47.33 | 47.98 | x     | 46.00 | 45.92 | 43.92 | 47.98     |       |
| 5                 | Catalina Bravo   | Chile         | 44.10 | x     | 45.38 | 46.88 | 46.91 | 46.85 | 46.91     |       |
| 6                 | Merari Herrera   | Equador       | 43.40 | 40.95 | 40.04 | 40.20 | 41.02 | x     | 43.40     |       |
| 7                 | Marjorie Moya    | Equador       | 37.21 | 38.71 | 37.71 | 36.62 | 36.65 | 36.63 | 38.71     |       |

### Lançamento de martelo
30 de setembro
| Posição           | Atleta               | Nacionalidade | #1    | #2    | #3    | #4    | #5    | #6    | Resultado | Notas |
| ----------------- | -------------------- | ------------- | ----- | ----- | ----- | ----- | ----- | ----- | --------- | ----- |
| Medalha de ouro   | Mayra Gaviria        | Colômbia      | 59.80 | 62.10 | x     | 55.89 | 58.85 | 55.51 | 62.10     |       |
| Medalha de prata  | Ximena Zorrilla      | Peru          | x     | 60.26 | 59.80 | x     | 61.84 | x     | 61.84     |       |
| Medalha de bronze | Mariana García       | Chile         | x     | 61.59 | 61.52 | 60.52 | x     | 57.71 | 61.59     |       |
| 4                 | Ana Lays Bayer       | Brasil        | x     | x     | x     | 60.01 | 59.03 | 60.21 | 60.21     |       |
| 5                 | Jessica Molina       | Equador       | 48.14 | 49.14 | 50.22 | 52.03 | x     | 46.29 | 52.03     |       |
| 6                 | Carolina Calahorrano | Equador       | 44.89 | 45.81 | x     | 43.78 | x     | 45.36 | 45.81     |       |

### Lançamento de dardo
29 de setembro
| Posição           | Atleta         | Nacionalidade | #1    | #2    | #3    | #4    | #5    | #6    | Resultado | Notas |
| ----------------- | -------------- | ------------- | ----- | ----- | ----- | ----- | ----- | ----- | --------- | ----- |
| Medalha de ouro   | Laura Paredes  | Paraguai      | 53.15 | 50.36 | 54.99 | –     | 55.59 | 52.46 | 55.59     |       |
| Medalha de prata  | Yuleixi Angulo | Equador       | x     | 50.47 | 51.08 | 54.95 | x     | x     | 54.95     |       |
| Medalha de bronze | Merly Palacios | Colômbia      | 51.79 | 45.88 | 52.98 | x     | x     | x     | 52.98     |       |
| 4                 | Linda Gonzales | Equador       | 43.12 | 44.69 | x     | 44.87 | 42.86 | 44.01 | 44.87     |       |

### Heptatlo
29–30 de setembro
| Colocação         | Atleta                  | Nacionalidade | 100 m C/B | SA   | AP    | 200 m | SD   | LD    | 800 m   | Total | Notas |
| ----------------- | ----------------------- | ------------- | --------- | ---- | ----- | ----- | ---- | ----- | ------- | ----- | ----- |
| Medalha de ouro   | Martha Araújo           | Colômbia      | 13.84     | 1.69 | 12.21 | 24.94 | 6.15 | 46.19 | 2:27.36 | 5818  |       |
| Medalha de prata  | Jenifer Nicole Norberto | Brasil        | 14.44     | 1.72 | 12.02 | 26.38 | 5.71 | 36.91 | 2:29.62 | 5290  |       |
| Medalha de bronze | Keiverlyn González      | Venezuela     | 14.79     | 1.60 | 9.17  | 25.05 | 5.48 | 31.27 | 2:25.78 | 4905  |       |
| 4                 | Francisca Valencia      | Chile         | 14.95     | 1.57 | 10.08 | 25.20 | 5.48 | 30.15 | 2:27.89 | 4846  |       |
| 5                 | Rocío Chaparro          | Paraguai      | 14.99     | 1.45 | 11.19 | 27.13 | 5.04 | 40.27 | 2:43.71 | 4491  |       |
| 6                 | Alexia Ramírez          | Peru          | 15.28     | 1.48 | 10.32 | 26.77 | 5.42 | 34.85 | 2:45.43 | 4443  |       |

Legenda
| Recorde mundial       | Recorde mundial (World record)               |                       | Recorde africano                      | Recorde africano (African) |                                           | Q | Classificado por posição (Qualified) |
| Recorde do campeonato | Recorde do campeonato (Championship record)  | Recorde da América    | Recorde da América (Americas)         | q                          | Classificado por melhor tempo (Qualified) |   |                                      |
| Melhor marca do ano   | Melhor marca do ano (World leading)          | Recorde asiático      | Recorde asiático (Asian)              | DNS                        | Não largou (Did not start)                |   |                                      |
| Recorde nacional      | Recorde nacional (National record)           | Recorde europeu       | Recorde europeu (European)            | DNF                        | Não terminou (Did not finish)             |   |                                      |
| Recorde pessoal       | Recorde pessoal do atleta (Personal best)    | Recorde da Oceania    | Recorde da Oceania (Oceania)          | DSQ / DQ                   | Desclassificado (Disqualified)            |   |                                      |
| Recorde da temporada  | Recorde da temporada do atleta (Season best) | Recorde sul-americano | Recorde sul-americano (South America) | NM                         | Sem marca (No mark)                       |   |                                      |